# Coppa d'Islanda di pallacanestro maschile
La Coppa d'Islanda (is. Bikarkeppni KKÍ í karlaflokki) di pallacanestro è un trofeo nazionale islandese organizzato dalla Federazione cestistica dell'Islanda dal 1965.

## Albo d'oro
- 1965  Ármann
- 1966  KR Reykjavík
- 1967  KR Reykjavík
- 1968 non disputata
- 1969 non disputata
- 1970  KR Reykjavík
- 1971  KR Reykjavík
- 1972  KR Reykjavík
- 1973  KR Reykjavík
- 1974  KR Reykjavík
- 1975  Ármann
- 1976  Ármann
- 1977  KR Reykjavík
- 1978  ÍS
- 1979  KR Reykjavík
- 1980  Valur
- 1981  Valur
- 1982  Fram Reykjavík
- 1983  Valur
- 1984  KR Reykjavík
- 1985  Haukar
- 1986  Haukar
- 1987  UMF Njarðvíkur
- 1988  UMF Njarðvíkur
- 1989  UMF Njarðvíkur
- 1990  UMF Njarðvíkur
- 1991  KR Reykjavík
- 1992  UMF Njarðvíkur
- 1993  Keflavík
- 1994  Keflavík
- 1995  Grindavík
- 1996  Haukar
- 1997  Keflavík
- 1998  Grindavík
- 1999  UMF Njarðvíkur
- 2000  Grindavík
- 2001  ÍR Reykjavík
- 2002  UMF Njarðvíkur
- 2003  Keflavík
- 2004  Keflavík
- 2005  UMF Njarðvíkur
- 2006  Grindavík
- 2007  ÍR Reykjavík
- 2008  Snæfell
- 2009  Stjarnan
- 2010  Snæfell
- 2011  KR Reykjavík
- 2012  Keflavík
- 2013  Stjarnan
- 2014  Grindavík
- 2015  Stjarnan
- 2016  KR Reykjavík
- 2017  KR Reykjavík
- 2018  Tindastóll
- 2019  Stjarnan
- 2020  Stjarnan
- 2021  UMF Njarðvíkur
- 2022  Stjarnan
- 2023  Valur
- 2024  Keflavík

## Vittorie per club
| Club           | Vittorie | Anno                                                                               |
| -------------- | -------- | ---------------------------------------------------------------------------------- |
| KR Reykjavík   | 14       | 1966, 1967, 1970, 1971, 1972, 1973, 1974, 1977, 1979, 1984, 1991, 2011, 2016, 2017 |
| UMF Njarðvíkur | 9        | 1987, 1988, 1989, 1990, 1992, 1999, 2002, 2005, 2021                               |
| Keflavík       | 7        | 1993, 1994, 1997, 2003, 2004, 2012, 2024                                           |
| Stjarnan       | 6        | 2009, 2013, 2015, 2019, 2020, 2022                                                 |
| Grindavík      | 5        | 1995, 1998, 2000, 2006, 2014                                                       |
| Valur          | 4        | 1980, 1981, 1983, 2023                                                             |
| Haukar         | 3        | 1985, 1986, 1996                                                                   |
| Ármann         | 3        | 1965, 1975, 1976                                                                   |
| Snæfell        | 2        | 2008, 2010                                                                         |
| ÍR Reykjavík   | 2        | 2001, 2007                                                                         |
| Tindastóll     | 1        | 2018                                                                               |
| Fram Reykjavík | 1        | 1982                                                                               |
| ÍS             | 1        | 1978                                                                               |